# Karl Müller (Politiker, Juni 1869)
Karl Müller (* 17. Juni 1869 in Triebsch, Böhmen; † 4. Februar 1937 in Litoměřice, Tschechoslowakei) war ein österreichischer Politiker der Deutschen Nationalpartei (DnP).

## Ausbildung und Beruf
Nach dem Besuch der Volks- und Bürgerschule wurde er Landwirt in Triebsch.

## Politische Funktionen
- 1912–1918: Abgeordneter des Abgeordnetenhauses im Reichsrat (XII. Legislaturperiode), Wahlbezirk Böhmen 107, Deutscher Nationalverband (Deutsche Agrarpartei); (am 7. Mai 1912 in einer Reichsratsersatzwahl als Ersatz für Franz Kutscher gewählt, am 15. Mai 1912 angelobt)
- Mitglied des Bundes der Landwirte
- Gemeindevorsteher und Mitglied des Gemeinderates von Triebsch

## Politische Mandate
- 21. Oktober 1918 bis 16. Februar 1919: Mitglied der Provisorischen Nationalversammlung, DnP